# Aleksandr Żukow (funkcjonariusz)
Aleksandr Aleksiejewicz Żukow (ros. Александр Алексеевич Жуков, ur. 1900 we wsi Lubanowo w guberni moskiewskiej, zm. 26 maja 1944) – funkcjonariusz radzieckich organów bezpieczeństwa, komisarz bezpieczeństwa państwowego, ludowy komisarz spraw wewnętrznych Kałmuckiej ASRR (1943-1944).

## Życiorys
Od 1923 funkcjonariusz OGPU przy Radzie Komisarzy Ludowych ZSRR, od 1926 w WKP(b), od 16 sierpnia 1936 kapitan milicji, od 5 listopada 1940 major milicji. Od 19 grudnia 1940 do 4 kwietnia 1941 szef Inspekcji Specjalnej Głównego Zarządu Milicji NKWD ZSRR, od 4 kwietnia 1941 do 7 maja 1943 zastępca szefa Wydziału do Walki z Bandytyzmem Głównego Zarządu Milicji/Wydziału do Walki z Bandytyzmem NKWD ZSRR, równocześnie od 9 sierpnia 1941 p.o. szefa Wydziału do Walki z Bandytyzmem Głównego Zarządu Milicji NKWD ZSRR. 2 października 1941 awansowany na majora bezpieczeństwa państwowego, a 14 lutego 1943 pułkownika. Od 7 maja 1943 do 7 stycznia 1944 ludowy komisarz spraw wewnętrznych Kałmuckiej ASRR, następnie do śmierci szef Zarządu NKWD obwodu astrachańskiego i równocześnie od marca do 26 maja 1944 szef sarneńskiego sektora operacyjnego NKWD do walki z bandytyzmem, od 14 marca 1944 komisarz bezpieczeństwa państwowego .

## Odznaczenia
- Order Lenina (3 lipca 1943)
- Order Czerwonego Sztandaru (dwukrotnie - 2 lipca 1942 i 3 lipca 1943)
- Order Suworowa II klasy (8 marca 1944)
- Order Wojny Ojczyźnianej II klasy (25 października 1943)
- Order Czerwonej Gwiazdy (13 listopada 1937)
- Order Wojny Ojczyźnianej I klasy (20 października 1944, pośmiertnie)
- Odznaka "Honorowy Funkcjonariusz Czeki/GPU (XV)" (28 lutego 1936)
- Odznaka "Honorowy Funkcjonariusz Milicji Robotniczo-Chłopskiej (XV)" (10 grudnia 1932)